# Катечкин, Иван Егорович
Иван Егорович Катечкин (15 декабря 1916, Залесье, Рязанская губерния — 30 июня 1986, Прилуки, Черниговская область) — командир огневого взвода 1028-го артиллерийского полка, старшина — на момент представления к награждению орденом Славы 1-й степени.

## Биография
Родился 15 декабря 1916 года в деревне Залесье (ныне — Гусь-Хрустального района Владимирской области). Окончил 4 класса. Трудился в колхозе, с 1932 года работал слесарем в Гусевском леспромхозе.
В 1937 году был призван в Красную Армию. Участвовал в походе советских войск в Западную Белоруссию 1939 года, в советско-финляндской войне 1939—1940 годов. После демобилизации работал на оборонном заводе № 207 в городе Подольск Московской области. Здесь встретил начало Великой Отечественной войны. Первое время, как имеющий бронь, не подлежал призыву.
В марте 1942 года вновь призван в армию. Воевал в артиллерии, на Западном, Юго-Западном, Степном 2-м, 3-м Украинских фронтах. Член ВКП/КПСС с 1942 года. К весне 1944 года старшина Катечкин — командир огневого взвода 1028-го артиллерийского полка.
3-15 марта 1944 года при отражении контратак противника северо-восточнее посёлка Шевченково старшина Катечкин, командуя бойцами, подавил 1 орудие, 6 пулеметов, истребил около 40 противников. Был ранен, но поля боя не покинул.
Приказом по частям 52-й стрелковой дивизии от 24 марта 1944 года старшина Катечкин Иван Егорович награждён орденом Славы 3-й степени.
В ночь на 13 апреля 1944 года при форсировании реки Днестр в окрестностях села Гура-Быкулуй старшина Катечкин, ведя стрельбу прямой наводкой, вывел из строя 9 огневых точек, большое количество вражеских солдат и офицеров, чем содействовал переправе стрелковых подразделений и захвату южной части села на правом берегу реки.
Приказом по войскам 57-й армии от 24 мая 1944 года старшина Катечкин Иван Егорович награждён орденом Славы 2-й степени.
21 марта 1945 года в бою юго-восточнее города Комаром старшина Катечкин вместе с расчетом выкатил орудие на прямую наводку и, вступив в бой с контратакующим врагом, поджег 2 штурмовых орудия, подавил 4 пулемета, истребил много вражеских солдат и офицеров.
Указом Президиума Верховного Совета СССР от 15 мая 1946 года за образцовое выполнение заданий командования в боях с немецко-вражескими захватчиками старшина Катечкин Иван Егорович награждён орденом Славы 1-й степени. Стал полным кавалером ордена Славы.
В 1946 году был демобилизован. Жил в городе Прилуки Черниговской области. Работал слесарем на заводе «Сельмага». Скончался 30 июня 1986 года.
Награждён орденами Отечественной войны 1-й и 2-й степени, Красной Звезды, Славы 3-х степеней, медалями.